# تلفن باد
تلفن باد (به ژاپنی: 風の電話) یک باجهٔ تلفن نامتصل در ژاپن است. بازدیدکنندگان می‌توانند از طریق این باجه که در اوتسوچی، در استان ایواته قرار دارد، با عزیزان ازدست‌رفته‌شان مکالمه‌های یک‌طرفه داشته باشند. نخستین بار، ایتارو ساساکی، طراح باغ، این کیوسک را در سال ۲۰۱۰ برای این که بتواند با مرگ پسرعمویش کنار بیاید، خلق کرد. یک سال پس از زمین‌لرزه و سونامی ۲۰۱۱ توهوکو که موجب کشته شدن بیش از پانزده هزار نفر در منطقهٔ توهوکو شد، ساساکی تصمیم گرفت تا این باجه را به‌شکل عمومی باز کند. از زمان گشایش تلفن باد، بیش از سی هزار نفر از آن بازدید کرده‌اند. نمونه‌های مشابهی از این کیوسک در نقاط مختلف جهان ساخته شده و الهام‌بخش چندین رمان و فیلم بوده‌است.

## خاستگاه و توصیف
ایتارو ساساکی، طراح باغ متوجه شد که پسرعمویش به سرطان لاعلاج مبتلا شده و سه ماه تا پایان عمرش باقی مانده‌است. او پس از مرگ پسرعمویش، در دسامبر ۲۰۱۰، باجهٔ تلفنی قدیمی را در باغش قرار داد. ساساکی می‌خواست این حس را به خود القا کند که می‌تواند از طریق این تلفن به او متصل شود و با او صحبت کند. به‌گفتهٔ ساساکی، تلفن باد با هیچ مفهوم مذهبی خاصی طراحی نشده‌است، بلکه بیشتر نشانگر راهی برای انعکاس حس فقدان وی است. او در مصاحبه‌ای گفت: «از آنجایی که افکارم نمی‌توانستند از طریق یک خط تلفن معمولی منتقل شوند، می‌خواستم آن‌ها را بر روی باد منتقل کنم.»
تلفن باد یک باجهٔ تلفن سفیدرنگ و شیشه‌ای، شامل یک تلفن شماره‌گیر چرخشی سیاه و نامتصل روی قفسه‌ای فلزی است. دفتری نیز در کنار این تلفن وجود دارد تا در آن پیام‌های یادبود نوشته شود. این کیوسک روی تپه‌ای مشرف به اوتسوچی، شهری ساحلی در شمال شرقی ژاپن قرار دارد.

## افتتاح عمومی

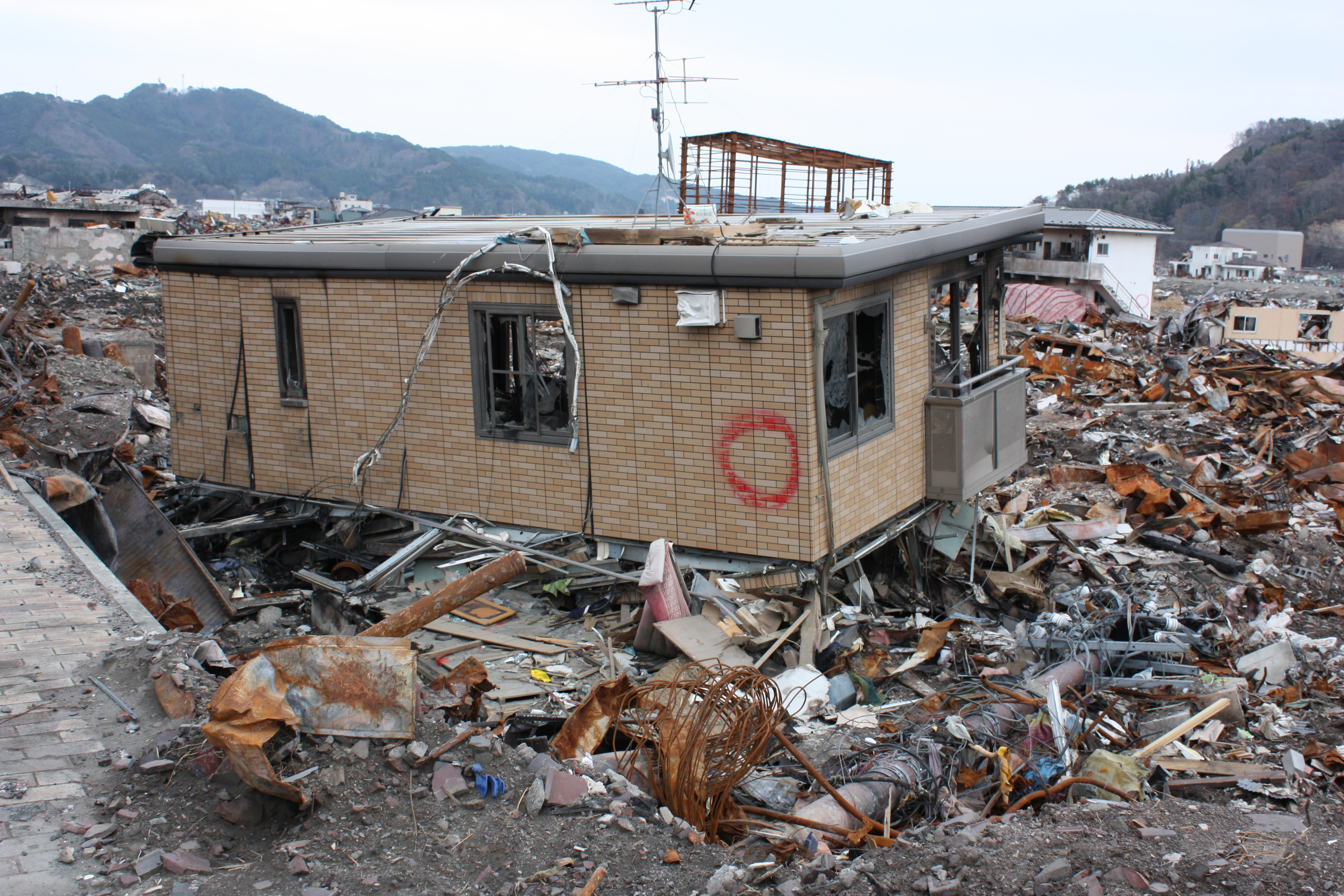
خسارت به یک ساختمان در اوتسوچی، به‌دنبال سونامی ۲۰۱۱

سونامی توهوکو در سال ۲۰۱۱ موجب مرگ بیش از ۱۵٬۰۰۰ نفر، از جمله ۱٬۲۰۰ نفر در اوتسوچی شد. ساساکی پس از آن تلفن باد را به روی عموم باز کرد تا بازدیدکنندگان بتوانند با دوستان و خانواده‌شان که در این حادثه جان باخته‌اند، تماس بگیرند. به گزارش هالیوود ریپورتر در فوریهٔ ۲۰۲۰، بیش از سی هزار نفر از این باجهٔ تلفن بازدید کرده‌اند.
در ۷ ژانویهٔ ۲۰۱۷، وزش بادهای شدید باعث شد سقف تلفن باد آسیب ببیند و درهای شیشه‌ای باجه نیز شکسته شود. نجاران محلی، از جمله کسانی که قبلاً از تلفن باد بازدید کرده بودند، به‌سرعت در ۱۰ ژانویه برای تعمیر آن داوطلب شدند و تلفن باد تا روز بعد بازگشایی شد. در آوریل ۲۰۱۸، ساساکی اعلام کرد که قطعات چوبی و فلزی کیوسک به‌دلیل گذر زمان و خوردگی، حتی پس از رنگ‌آمیزی دوباره وضعیت مناسبی ندارند و امیدوار است که باجهٔ قدیمی را با یک باجهٔ آلومینیومی مقاوم در برابر خوردگی جایگزین کند. با کمک‌های مالی مردم، در مجموع حدود یک میلیون ین جمع‌آوری شد و ساساکی باجهٔ آلومینیومی محکم‌تر را در اوت ۲۰۱۸ نصب کرد.

## نمونه‌های مشابه

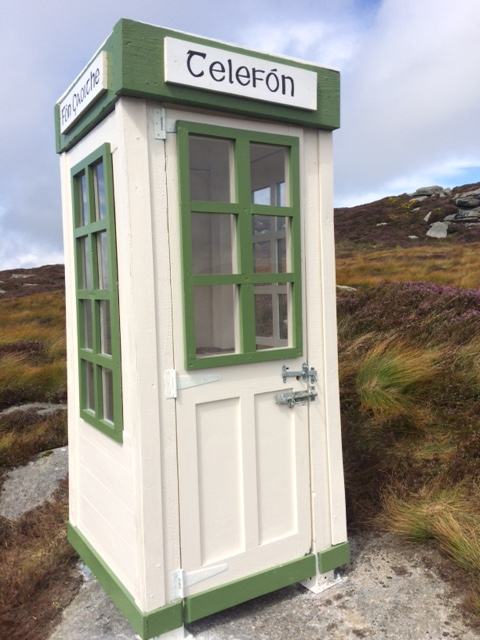
تلفن باد روی کوه تو راک در ایرلند، سال ۲۰۱۷

چندین نسخهٔ بدل از تلفن باد اوتسوچی در نقاط مختلف جهان ساخته شده‌است. جردن استرن، هنرمند محلی، در سال ۲۰۱۷ نمونه‌ای از تلفن باد را در اوکلند ساخت. این باجهٔ تلفن یادبودی برای ۳۶ نفر، از جمله دوست استرن بود که در آتش‌سوزی ۲۰۱۶ انبار اوکلند کشته شدند. به‌گفتهٔ استرن، هدف از برپایی این مکان تسلی دادن به «بخشی از مردم غصه‌دار اوکلند» بود.
آلتروخس، جمعی هنری و ناشناس که در دوبلین مستقر بودند، یک تلفن باد دیگر را در اوت ۲۰۱۷، در بالای کوه تو راک در شرق جمهوری ایرلند، در نزدیکی شهر دوبلین بر پا کردند.
این تلفن باد که از مواد بازیافتی ساخته شده بود، بدون مجوز در آن مکان قرار گرفت. در آن زمان، آلتروخس گفت که آن‌ها برای «حفظ این باجه به‌مدت نامعلومی» برنامه‌ریزی کرده‌اند. این کیوسک کمتر از دو هفته پس از برپایی، به‌دلایل نامشخص تخریب شد. آلتروخس طی گزارشی اعلام کرد که این تخریب «بیانیه‌ای قوی از سوی افرادی بود که این پروژه را دوست نداشتند» اما آن‌ها اجازه نخواهند داد که «از جنبه‌های مثبت آن کاسته شود.»
در سال ۲۰۱۸، توموهیکو و کازوکو کوتسونا، یک زوج متأهل ژاپنی، باجه‌ای قرمزرنگ را در تاهارا، واقع در استان آیچی نصب کردند. باجهٔ تلفن آن‌ها «تلفن نسیم دریا» نام داشت و به یاد زنی ۱۸ ساله، یکی از شاگردان کازوکو که در سال ۲۰۰۹ خودکشی کرد، ساخته شده بود.
همچنین تلفن‌های باد دیگری نیز در ماساچوست، کارولینای شمالی، کلرادو، بریتیش کلمبیا، در طول مسیر آپالاچی در پارک ایالتی فاهنستاک نیویورک و پارک ویلبر در اونینتا قرار گرفته‌اند.

## در رسانه

### ادبیات
ایتارو ساساکی، خالق تلفن باد اوتسوچی، کتابی دربارهٔ تأملات خود نوشت که تلفن باد: آنچه از طریق این تلفن در شش سال پس از زلزله دیده‌ام نام داشت. شرکت انتشاراتی کازاما شوبو این کتاب را در سال ۲۰۱۷ منتشر کرد.
لورا ایمای مسینا، نویسندهٔ ایتالیایی در سال ۲۰۲۰ رمانی با نام جعبهٔ تلفن در لبهٔ جهان را نوشت. داستان این رمان دربارهٔ زنی است که خانواده‌اش را در اثر سونامی توهوکو از دست داده‌است و به‌سمت تلفن باد سفر می‌کند. او در آنجا با زنی بیوه و دخترش آشنا می‌شود که تجربه‌ای مشابه دارند. مسینا این رمان را تحت‌تأثیر بازدیدی که در سال ۲۰۱۱ از تلفن باد داشت، نوشت.
باجهٔ تلفن در باغ آقای هیروتا رمانی نوشتهٔ هیثر اسمیت، نویسندهٔ کانادایی است که در سال ۲۰۲۰ منتشر شد. این رمان نسخه‌ای داستانی دربارهٔ خاستگاه‌های تلفن باد است. به‌گفتهٔ اسمیت، او از پادکست رادیو عمومی ملی برای نوشتن این کتاب کمک گرفت و هنگام نوشتن آن، با ساساکی از طریق ایمیل در تماس بود. اسمیت گفت که تلاش کرده‌است تا «رویکرد زیبای ساساکی درمورد غم و اندوه را به‌واسطهٔ این کتاب با دیگران به اشتراک بگذارد.»

### فیلم
تلفن باد، فیلم کوتاه اتریشی بود که در سال ۲۰۱۷ انتشار یافت. این فیلم به کارگردانی کرستین گروک دربارهٔ هفت غریبهٔ خیالی است که از تلفن باد در ژاپن دیدن می‌کنند. گروک پس از مرگ مادربزرگش و آشنایی با تلفن باد، تصمیم گرفت تا فیلم‌نامهٔ این فیلم را بنویسد. او به‌گفتۀ خودش تلاش کرده‌است «سفری را آغاز کند تا این داستان زیبا را به‌روی پرده ببرد.»
صداهای در باد، فیلم درام ژاپنی است که در سال ۲۰۲۰ منتشر شد. این فیلم دربارهٔ یک دانش‌آموز دبیرستانی است که خانواده‌اش را در سونامی توهوکو از دست داده‌است و سال‌ها بعد، برای دیدن تلفن باد به زادگاهش بازمی‌گردد. نوبوهیرو سووا، کارگردان این فیلم که برای فیلم‌برداری آن به ژاپن بازگشته بود، گفت: «هشت سال پس از آن واقعه، نمی‌توانید خرابی‌های زیادی را ببینید اما هنوز، احساسات مردم التیام نیافته‌اند.»

## واژه‌نامه
1. ↑  Itaru Sasaki
2. ↑  Telephone booth
3. ↑  Jordan Stern
4. ↑  Altrúchas
5. ↑  Fón gaoithe
6. ↑  Two Rock Mountain
7. ↑  Tomohiko
8. ↑  Kazuko Kutsuna
9. ↑  Shiokaze no denwa
10. ↑  Appalachian Trail
11. ↑  Fahnestock State Park
12. ↑  Wilber Park
13. ↑  Kaze no Denwa – Daishinsai Kara Rokunen, Kaze no Denwa o Tooshite Mieru Koto
14. ↑  Kazama Shobo
15. ↑  Laura Imai Messina
16. ↑  The Phone Box at the Edge of the World
17. ↑  The Phone Booth in Mr. Hirota's Garden
18. ↑  Heather Smith
19. ↑  The Wind Phone
20. ↑  Kristin Gerweck
21. ↑  Kaze no Denwa